# Onuphidae
Onuphidae zijn een familie van borstelwormen (Polychaeta).

## Taxonomie
De volgende taxa zijn bij de familie ingedeeld:
- Geslacht Dualgenys Courtinat, 1998 †
- Onderfamilie Hyalinoeciinae Paxton, 1986
  - Geslacht Anchinothria Paxton, 1986
  - Geslacht Hyalinoecia Malmgren, 1867
  - Geslacht Hyalospinifera Kucheruk, 1979
  - Geslacht Leptoecia Chamberlin, 1919
  - Geslacht Nothria Malmgren, 1867
- Onderfamilie Onuphinae
  - Geslacht Americonuphis Fauchald, 1973
  - Geslacht Aponuphis Kucheruk, 1978
  - Geslacht Australonuphis Paxton, 1979
  - Geslacht Brevibrachium Paxton, 1986
  - Geslacht Diopatra Audouin & Milne Edwards, 1833
  - Geslacht Fauchaldonuphis Paxton, 2005
  - Geslacht Hartmanonuphis Paxton, 1986
  - Geslacht Heptaceras Ehlers, 1868
  - Geslacht Hirsutonuphis Paxton, 1986
  - Geslacht Kinbergonuphis Fauchald, 1982
  - Geslacht Longibrachium Paxton, 1986
  - Geslacht Mooreonuphis Fauchald, 1982
  - Geslacht Onuphis Audouin & Milne Edwards, 1833
  - Geslacht Paradiopatra Ehlers, 1887
  - Geslacht Paxtonia Budaeva & Fauchald, 2011
  - Geslacht Protodiopatra Budaeva & Fauchald, 2011
  - Geslacht Rhamphobrachium Ehlers, 1887

### Synoniemen
- Geslacht Paraonuphis => Hyalinoecia Malmgren, 1867
- Geslacht Paronuphis Ehlers, 1887 => Hyalinoecia Malmgren, 1867
- Geslacht Neonuphis Kucheruk, 1978 => Leptoecia Chamberlin, 1919
- Geslacht Northia Johnston, 1865 => Nothria Malmgren, 1867
- Geslacht Nothrya => Nothria Malmgren, 1867
- Geslacht Parahyalinoecia [genus misspelling of Parhyalinoecia] => Parhyalinoecia Hartmann-Schröder, 1975 => Leptoecia Chamberlin, 1919
- Geslacht Parhyalinoecia Hartmann-Schröder, 1975 => Leptoecia Chamberlin, 1919
- Geslacht Americonuphis Orensanz, 1974 => Australonuphis Paxton, 1979
- Geslacht Epidiopatra Augener, 1918 => Diopatra Audouin & Milne Edwards, 1833
- Geslacht Notonuphis Kucheruk, 1978 => Paradiopatra Ehlers, 1887
- Geslacht Onophis [unpublished] => Onuphis Audouin & Milne Edwards, 1833
- Geslacht Paranorthia => Rhamphobrachium (Spinigerium)
- Geslacht Ramphobrachium [auctt.] => Rhamphobrachium Ehlers, 1887
- Geslacht Sarsonuphis Fauchald, 1982 => Paradiopatra Ehlers, 1887
- Geslacht Tradopia Baird, 1870 => Heptaceras Ehlers, 1868